# Tomáš Tatar
Tomáš Tatar, född 1 december 1990 i Dubnica, Tjeckoslovakien, nu Slovakien, är en slovakisk professionell ishockeyspelare som spelar för Montreal Canadiens i NHL.
Han har tidigare spelat på NHL-nivå för Vegas Golden Knights och Detroit Red Wings och på lägre nivåer för Grand Rapids Griffins i AHL.

## Klubbkarriär

### NHL

#### Detroit Red Wings
Tatar valdes av Detroit Red Wings som 60:e spelare totalt i 2009 års NHL-draft. Utvald på Top 15 Shootout Goals in NHL history | NBC Sports 2019.

#### Vegas Golden Knights
På tradefönstrets sista dag, 26 februari 2018, tradades han från Red Wings till Vegas Golden Knights i utbyte mot tre draftval, ett i första rundan 2018, ett i andra rundan 2019 och ett i tredje rundan 2021.

#### Montreal Canadiens
Den 10 september 2018 blev han tradad till Montreal Canadiens tillsammans med Nick Suzuki och ett draftval i andra rundan 2019, i utbyte mot Max Pacioretty.

## Landslagskarriär
Tatar har representerat det slovakiska ishockeylandslaget vid ett flertal tillfällen, bland annat i VM 2012 i Sverige och Finland, där laget lyckades ta silver efter förlust i finalen mot Ryssland.

## Klubbar
- HK Dubnica, –2007
- HC Dukla Trenčín, 2007–2008
- HKm Zvolen, 2008–2009
- Grand Rapids Griffins, 2009–2013
- Detroit Red Wings, 2010–2018
- ŠHK 37 Piešťany, 2012 (Lockout)
- Vegas Golden Knights, 2018
- Montreal Canadiens 2018–